# Consell del País Valencià
El Consell del País Valencià fou una institució del País Valencià aprovat per reial decret de 17 de març de 1978 negociat per l'Assemblea de Parlamentaris del País Valencià amb el govern d'Adolfo Suàrez, i que havia de conduir el País Valencià cap al restabliment d'un autogovern. El primer president en fou Josep Lluís Albinyana i Olmos, del PSPV-PSOE.

## Competències
El Consell era limitat pel mateix decret de creació, malgrat l'ample suport parlamentari. Les seues competències eren l'elaboració del seu reglament de règim intern (aprovat l'11 de desembre de 1978), coordinar les diputacions provincials, gestionar les funcions que transferia l'Estat o que s'assumiren de les diputacions i proposar a Madrid mesures que afecten els interessos generals del País Valencià. Endemés el Plenari incorporava, com a consellers, representants de les antigues diputacions franquistes.
L'articulat sobre la coordinació de les actuacions i funcions de les tres diputacions no va arribar a estrenar-se, ja que, assessorades per Rodolfo Martín Villa mai no es posaren a disposició del Plenari, sinó que organitzaren un front anti-Consell.

## Primer govern
El 10 d'abril de 1978 es formà el primer govern, format per:
- President - Josep Lluís Albiñana i Olmos
- Conseller d'Economia i Hisenda - Francisco Javier Máximo Aguirre de la Hoz
- Conseller d'Interior - Fernando Vidal Gil
- Conseller d'Educació i Ciència - José Luis Barceló Rodríguez
- Conseller d'Obres Públiques i Urbanisme - Antoni Garcia Miralles
- Conseller de Treball -Joan Lerma i Blasco
- Conseller d'Indústria i Comerç - Leonardo Ramón Sales
- Conseller d'Agricultura - Enrique Monsonís Domingo
- Conseller de Turisme - Alberto Jarabo Payá
- Conseller de Sanitat i Seguretat Social - Manuel Sánchez Ayuso
- Conseller de Cultura - José Beviá Pastor
- Conseller de Transports i Benestar Social - Emèrit Bono i Martínez, substituït per José Galán Peláez (01-11-1978)
- Consellers sense cartera - Bernardo Heredia Gutiérrez, Luis Ramón Martínez Pérez i Ignacio Docavo Albertí.

La seua primera sessió se celebrà l'endemà, 11 d'abril de 1978.

## Impuls de l'autogovern
El president Albinyana adoptà, com a programa d'actuació, els acords entre la Junta Democràtica del País Valencià i el Consell Democràtic del País Valencià de juny de 1976, a l'hora de constituir la Taula de Forces Polítiques i Sindicals del País Valencià per al trencament democràtic, que preveien un procés propi constituent, amb la creació immediata de la Generalitat provisional, la cooficialitat de les dues llengües i la clarificació respecte de l'idioma dels valencians i el seu nom, la reorganització democràtica de l'activitat política, econòmica i administrativa, una Assemblea constituent que serà l'encarregada de confeccionar l'Estatut d'Autonomia, que haurà de sotmetre's a votació de tots els valencians en un plebiscit lliure i objectiu, la ruptura sindical, i restablir especials lligams amb Catalunya i les Illes.
La Presidència de la Generalitat provisional impulsa el Compromís Autonòmic, signat el 8 d'octubre de 1978 per PSPV-PSOE, UCD, PCPV, Aliança Popular, UDPV, Partit Carlista del País Valencià, PTPV, ORT i PSUPV, que accepta el marc de la futura Constitució espanyola de 1978 per a assolir el màxim d'autonomia, dins del termini més breu, una autonomia patrimoni de tots, com un bé comú i s'expressa el ferm suport al Consell del País Valencià com a autèntic catalitzador de les iniciatives del poble valencià i s'insta al Plenari de Parlamentaris per tal que urgentment inicie l'elaboració d'un projecte d'Estatut.
El 15 de gener de 1979, un cop aprovada a Constitució espanyola de 1978, els partits signants del Compromís instaren al Consell a la utilització de la via constitucional establerta a l'article 151 i que accelerés l'elaboració del text de l'Estatut perquè una volta aprovada la iniciativa autonòmica pel nombre suficient de municipis, després del referèndum, no hi haja demora en la seua presentació davant del Congrés; es comprometen a què, després de les eleccions locals, tots els membres de les noves corporacions –Ajuntaments i Diputacions- pertanyents a aquestes forces polítiques (des d'AP i UCD al PT i l'ORT, tot el ventall parlamentari i part de l'extraparlamentari) li donen suport, al mateix temps que es reclama ja la llei orgànica de referèndum.
El Plenari dels Parlamentaris nomenà la comissió redactora de l'Estatut, integrada per Antoni Garcia Miralles, Joan Baptista Pastor Marco i Manuel Sánchez Ayuso, pel PSPV-PSOE, Emilio Attard Alonso, Joaquín Farnós Gauchía i Juan Antonio Rodríguez Marín, per UCD, Emèrit Bono i Martínez pel PCE, Alberto Jarabo Payá per AP i Francesc de Paula Burguera pel grup mixt.
Segons l'acord unànime de tots els diputats i senadors del País Valencià abans de l'11 d'abril de 1979 la comissió sotmetrà un avantprojecte d'Estatut al Plenari de Parlamentaris', elaborat d'acord amb la via del 151. Els parlamentaris eixits de les eleccions d'1-M-79 nomenaren una nova comissió redactora, formada per quatre socialistes (Vicente Antonio Sotillo Martí, Alfons Cucó, Antoni Garcia Miralles i José Vicente Beviá Pastor), quatre d'UCD (Benjamín Casañ Bernal, Luis Berenguer Fuster, Manuel Broseta i Roque Calpena Giménez) i un comunista (Emèrit Bono i Martínez); celebraren tres reunions: una al Palau de la Generalitat, una altra a Alacant i una altra de dos dies a Peníscola.
Albinyana va convocar la sessió més emblemàtica a la ciutat de Morella el 29 de desembre de 1978, que no es va celebrar fins al 9 de gener de 1979, diada de Sant Julià. En aquella sessió s'acorda, a proposta del President i per unanimitat, l'inici del procés de recuperació de l'autogovern del País Valencià, d'acord amb l'article 151, i es reclama amb urgència de llei de referèndum. Els ajuntaments de Picanya i Bellreguard iniciaren el camí, previst a la Constitució, amb la seua petició el 25 d'abril de 1979 i en els sis mesos següents s'aconseguí el vot favorable del 99% dels municipis, amb les diputacions, que representaven el 99,9% dels ciutadans, demanant l'autonomia, quan la via del 151 només exigia el 75%. Els presentaren el 25 d'octubre de 1979 al Congrés dels Diputats, per tractar-se d'un procés que implicava la construcció de l'Estat. Així mateix es presenta un avís i còpia al Ministeri per a les Administracions Públiques. Alhora, es treballava per a convocar un referèndum per al 28 de febrer de 1980.

## La Batalla de València i l'estatut definitiu
Però, per la seua banda, els governadors civils, molts d'ells anomenats durant el franquisme i que temien perdre el poder, boicotejaren l'acord del Consell i portaren a terme una estratègia d'asfíxia financera i administrativa contra el Consell, tot deslegitimant-lo durant l'anomenada batalla de València. Martín Villa, des de Madrid, boicotejà la transferència al Consell del 10% del patrimoni, personal i pressupostos, com assenyalava el decret llei de creació del Consell, i la transferència de competències. Sols Miquel Ramon i Izquierdo, alcalde de València Ciutat d'herència franquista va posar part dels recursos econòmics i efectius de l'ens municipal a servei del consell, tot i les poques coincidències polítiques amb Josep Lluís Albinyana. Qui fóra conseller d'economia des del 30 de juny de 1979, l'ucedista Enric Monsonís, també participaria d'esta estratègia d'asfíxia econòmica negant-se a autoritzar les compres del Consell, bloquejant-ne l'activitat.
La tardor de 1979 Fernando Abril Martorell, president de la UCD valenciana, pactà amb Alfonso Guerra, vicesecretari general del PSOE, bloquejar el procés per la via del 151. Així el 19 de desembre de 1979 l'executiva del PSPV-PSOE, reunida a Alacant, simultàniament a la sessió del Consell del País Valencià, aplegat al Palau de la Generalitat, acorda i exigeix l'abandó dels socialistes de la Generalitat. El President del Consell del País Valencià Josep Lluís Albinyana dimití el 17 de desembre de 1979, i també lliuraria el carnet del PSPV i l'acta de diputat del PSOE.
El País Valencià el 17 de desembre de 1979 entrà en un període tèrbol; el Consell quedà inoperant; Enric Monsonís (UCD) es proclamà President en funcions, en contra del que disposava el Reial Decret de creació del Consell del País Valencià i del reglament de Règim interior, que obligaven a convocar l'assemblea de parlamentaris. El text redactat aleshores, l'anomenat Estatut de Benicàssim, restà en via morta, a causa de les baralles internes dins la UCD i el cop d'estat de 23-F de 1981. Després de les eleccions generals espanyoles de 1982, que acabaren amb la victòria del PSOE amb majoria absoluta, el procés va prendre una nova embranzida, però Broseta, Guerra i Attard van pactar tots els articles referits als símbols oficials (la senyera amb la franja blava), la llengua (anomenada valencià) i fins i tot el nom del territori (Comunitat Valenciana en comptes de País Valencià). Finalment, el maig de 1983 se celebraren les primeres eleccions a les Corts Valencianes i el Consell es va dissoldre.